# Nou Llevant
Nou Llevant, antigament conegut com a polígon de Llevant, és un barri del front marítim de Palma situat al districte de Llevant. Està rodejat pels barris de Foners, Can Pere Antoni, el Molinar, Son Malferit, la Soledat i Pere Garau.
El barri es va començar a urbanitzar durant els anys 70 del segle passat, durant el boom turístic i immobiliari, i es va poblar majoritàriament amb gent provinent de la península. Actualment el barri està una total transformació; arrel de la construcció del Palau de Congressos (2017) s'ha reactivat la urbanització del sector oriental del barri, encara sense construir. Es preveu que durant els pròxims anys es construixin vivendes d'ús residencial, que segons l'ajuntament serviran per paliar la falta d'habitatges d'ús no turístic que pateix la ciutat. A més part de sòl està reservat per a la creació d'edificis administratius, equipaments ao bé parcs i jardins (com el de Can Palou o Son Pedrals).
Tot i l'actual transformació del barri, es tracta d'una zona històricament mal atesa per l'ajuntament i on encara avui dia hi ha alguns problemes d'insalubritat, deixadesa i incivisme.
L'any 2018 tenia 6.814 habitants.

## Llocs d'interès
- Parc Krekovic
- Palau de Congressos de Palma